# Вомероназальний орган

Вомероназальний орган, Якобсонів орган, або лемеше-носовий орган (лат. organum vomeronasale) — відокремлений відділ органів нюху у наземних хребетних.
Його рецепторна поверхня розташована на шляху вдихуваного повітря безпосередньо за областю нюхового епітелію в проєкції лемеша. Орган був вперше виявлений у людини (в 1703 році) хірургом Ф. Рюйшем. Але він названий на честь іншого хірурга, Л. Якобсона, який в 1811 році описав його у багатьох видів хребетних.
Наявний у більшості земноводних, плазунів та ссавців. Якобсонів орган відсутній у крокодилів та птахів. Рудементарний або відсутній у ластоногих, деяких рукокрилих, вузьконосих мавп та людини. У вигляді ембріонального зачатку якобсонів орган є у всіх наземних хребетних.
Функція якобсонового органу остаточно не встановлена. Вважають, що він пристосований для сприйняття запахів їжі, а у ссавців також статевих феромонів. Якобсонів орган реагує на леткі феромони та інші леткі ароматичні речовини, які в більшості випадків не відчуваються як запахи або слабко сприймаються органами нюху.
Парний якобсонів орган ссавців розташований при основі носової перегородки у вигляді двох тонких трубок, передній кінець яких відкривається в піднебінно-носовий канал або носову порожнину. Розміри якобсонового органу різноманітні (наприклад, у бика сягають—9 см, у буйвола — 17 см). Порожнина якобсонового органу вистелена чутливим епітелієм, аксони рецепторних (мікровілярних) клітин якого утворюють особливу гілку нюхового нерва, так званий власне вомеронозальний нерв, що йде не в основну, а у додаткову нюхову цибулину.

## Будова
Епітелій вомероназального органа хребетних складається з рецепторної та респіраторної частин.
Рецепторна частина схожа з нюховим епітелієм основного органа нюху. Головна відмінність полягає в тому, що на рецепторних клітинах вомероназального органу виявлені не здатні до активного руху війки, а нерухомі мікроворсинки.
Проміжна частина вомероназальної системи представлена безмієліновими волокнами вомероназального нерва, які, подібно основним нюховим волокнам, проходять через отвори решітчастої кісткта і з'єднуються з додатковою нюховою цибулиною, яка розташована на нижньовнутрішній частині основної нюхової цибулинта і має схожу будову.
На тваринах встановлено, що з додаткової нюхової цибулини аксони других нейронів вомероназальної системи направляються в медіальне преоптичне ядро і гіпоталамус, а також у вентральну ділянку премамілярного ядра і середнє амігдалярного ядра. У людини зв'язку проєкцій вомероназального нерва в центральній нервовій системі ще досліджені мало.
Довгий час вважалося, що вомероназальний орган у людини не функціонує, а закладаючись під час внутрішньоутробного розвитку, надалі зазнає регресії. Проте дослідження останніх років (починаючи з кінця 1990-х років) дають підстави вважати, що це відбувається не у всіх людей. Але оскільки досі не отримано свідчень нейронного зв'язку цього органа з мозком у дорослих людей, багато вчених продовжують висловлювати сумнів у наявності дійового вомероназального органу у людини.
Таким чином, остаточно питання про значення органу Якобсона для людини ще не розв'язане.

## Функції та механізми роботи вомероназального органу
Функції та механізми роботи цього органу остаточно не встановлені, визначена тільки його важлива роль у формуванні статевої поведінки, особливо у тварин. У людини також, за деякими даними, виявлено зв'язок вомероназальної системи з функціями статевих органів і емоційною сферою.
Вомероназальний орган реагує на леткі феромони та інші леткі ароматні речовини (ЛАР), які, переважно, не відчуваються як запах або слабо сприймаються нюхом. У деяких ссавців присутній характерний рух губ (Флема), пов'язаний із захопленням ЛАР в зону якобсонового органа.

### Роль вомероназального органу в статевій поведінці тварин
Поведінка тварин помітною мірою визначається сигналами органів хеморецепції — нюху, вомероназального органу і смаку.
Запах андростерону, що є метаболітом чоловічого статевого гормону тестостерону і що міститься в сечі та слині кабанів, змушує самок свиней приймати позу для злягання.
Відомий вплив статевого гормону копуліну, що міститься у вагінальному виділенні самок, на самців макак-резусів, проте його вплив на чоловіків виявити не вдалося.

## Вомероназальний орган людини
Якобсонів орган у людини відкрив в 1703 році голландський військовий хірург Ф. Рюйш у солдата з лицьовим пораненням в ділянці носа. У 1809 році фон Зоммерінг підтвердив це, виявивши його при розтині трупів, а ще два роки потому Л. Якобсон вперше описав його у багатьох видів тварин. У 1891 році Потик «перевідкрив» якобсонів орган у людини, виявивши його у 25 % з 200 обстежених дорослих.
У людини вомер формується в період ембріонального розвитку. У дорослих він розвинений різною мірою та представлений невеликим поглибленням (вомероназальною ямкою) в носовій порожнині. У деяких людей він дуже слабко виражений, а у 8-19 % дорослих людей не має виходу з однією зі сторін носової порожнини.
На відміну від тварин, у людини леміш не має вираженої трубчастої форми та не укладено в оболонку, що відокремлює його від нюхових рецепторів носової порожнини.
У людини трубка вомероназального органа має довжину 2-10 мм і розташована в 15-20 мм від краю носового отвору. Діаметр трубки вомероназального органу значно варіюється, і в місці виходу в носову порожнину становить 0,2-2 мм.